# Allianz MTV Stuttgart
Allianz MTV Stuttgart är volleybollsektionen av MTV Stuttgart. Laget spelar i den högsta tyska volleybollserien, Volleyball-Bundesliga.

## Historia
Volleybollklubben bildades 2007 vid fusionen av de dåvarande föreningarna MTV Stuttgart och TSV Georgii Allianz Stuttgart. Sedan säsongen 2008/2009 spelar A-damlaget i den högsta tyska volleybollserien. 
Damlaget har blivit tyska mästare två gånger (2019 och 2022) och vunnit cupen tre gånger (2011, 2015 och 2017).